# 三橋鑑一郎

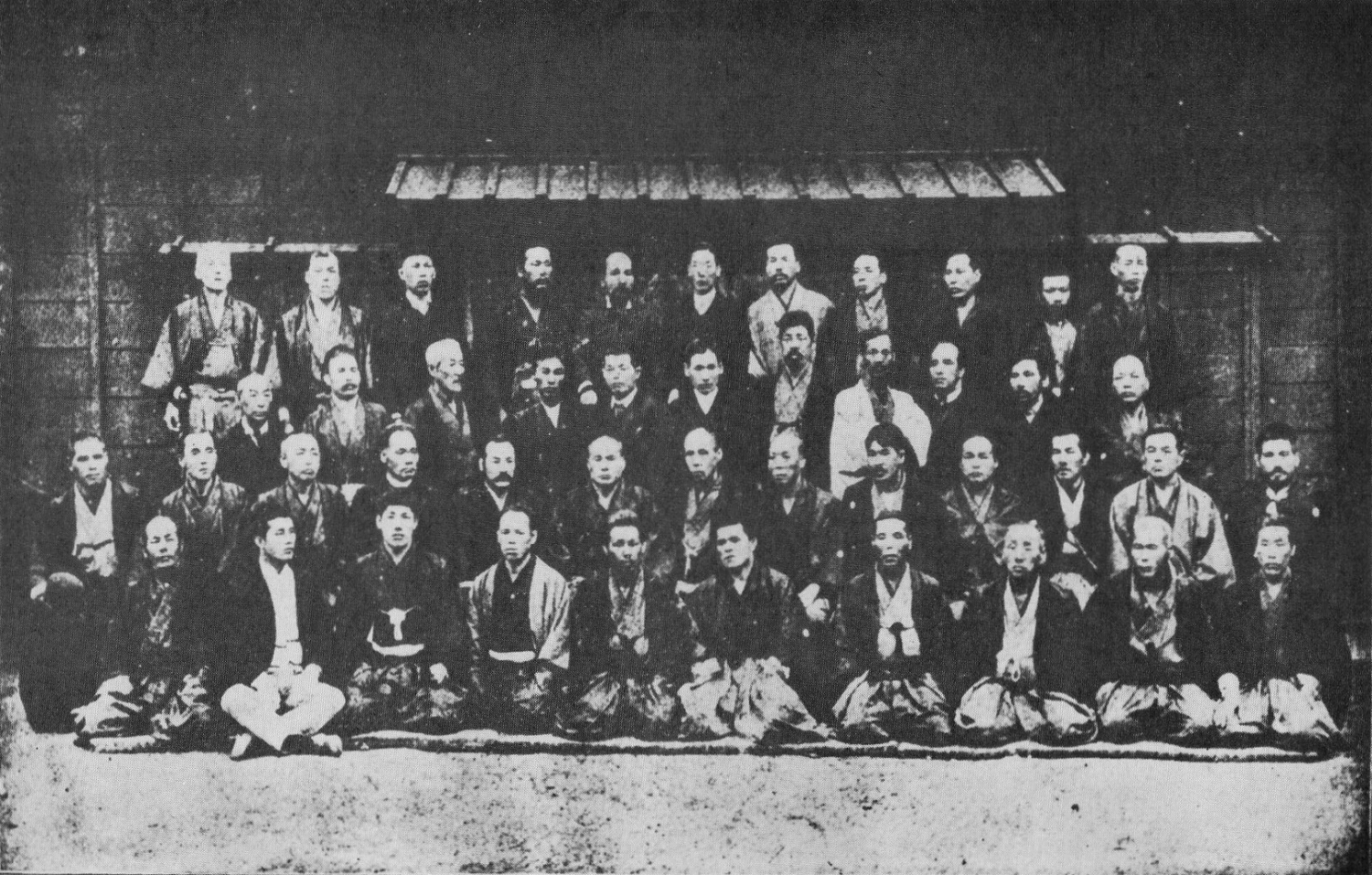
1888年（明治21年）頃。二列右から内藤高治、三橋鑑一郎

三橋 鑑一郎（みはし かんいちろう、1841年5月17日（天保12年3月27日）- 1909年（明治42年）3月15日）は、幕末・明治期の剣術家（武蔵流）。大日本武徳会第1回精錬証及び範士。「蟹の三橋」の異名をとった二刀流の遣い手。

## 経歴

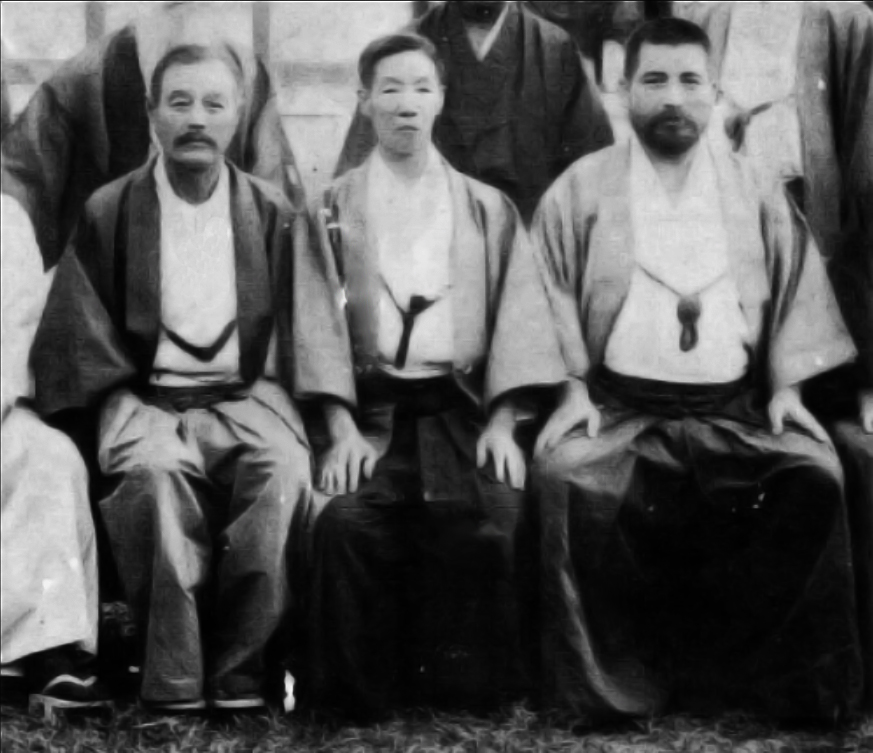
1906年（明治39年）。左から三橋鑑一郎、得能関四郎、内藤高治。

三河国岡崎藩・東軍流指南役佐藤次太夫の子として生まれ、東軍流を学ぶ。
18歳で三橋家の養子となり、同家師範新宮弥次兵衛に武蔵流を学ぶ。
21歳で鏡心明智流士学館（桃井春蔵）に入門。
1865年（慶応元年）、25歳で東軍流と武蔵流の免許を授けられる。岡崎藩の天才剣士と謳われ、藩主本多氏から度々賞詞を授与される。
廃藩後、名古屋の撃剣興行に参加。
1880年（明治13年）、名古屋監獄に勤務。
1883年（明治16年）、警視庁に任官し、撃剣世話掛を務める。
1895年（明治28年）、大日本武徳会第1回武徳祭大演武会で高山峰三郎に勝利。同会から精錬証を授与される。
1899年（明治32年）、宮内省御用掛に転じ、主殿寮京都出張所で剣術を指南。大日本武徳会本部教授を兼任する。
1903年（明治36年）、大日本武徳会から第1回の範士号を授与される。
1906年（明治39年）、渡辺昇ら第1回の範士と協議して大日本武徳会剣術形（大日本帝国剣道形の前身）を制定。
1909年（明治42年）、京都で死去。
養子の三橋秀三（剣道範士）は、東京高等師範学校教授、静岡大学教授、岐阜大学名誉教授等を歴任した。

## 著書
- 『劍道祕要』 - 国立国会図書館　附録 武蔵實傳二天記　武徳誌発行所:三橋鑑一郎、宮本武蔵『劍道祕要』体育とスポーツ出版社、2002年2月（原著1909年（明治42年））。ASIN 4884581326。ISBN 978-4884581329。2011年10月17日閲覧。　リンク先は同書の五輪書部分　鹿屋体育大学附属図書館の校訂